# Даниел Нейтънс
 Даниел Нейтънс (30 октомври 1928 – 16 ноември 1999) е американски микробиолог, носител на Нобелова награда за физиология или медицина през 1978 г.

## Биография
Роден е в Уилмингтън (Делауеър), САЩ, като последното от деветте деца в семейство на имигрирали руски евреи. По време на голямата депресия баща му губи дребния си бизнес и дълго време е безработен. Нейтънс посещава държавни училища, а след това университета на Делауеър, където изучава химия, философия и литература. Завършва медицина през 1954 г. в Университета Вашингтон в Сейнт Луис. Нейтънс е президент на Университета „Джонс Хопкинс“ в Балтимор, Мериленд от 1995 до 1996 г.

## Признание
Заедно с Албер Вернер и Хамилтън Смит Найтънс получава Нобелова награда за физиология или медицина през 1978 г. за откриването на рестрикционните ендонуклеази (рестриктази). През 1993 г. е награден с Национален медал за наука.
През 1999 г. училището по медицина на университета „Джонс Хопкинс“ създава Института по медицинска генетика „МакКузик-Нейтънс“, кръстен на него и на Виктор МакКузик. През 2005 г. Училището по медицина кръщава на д-р Нейтънс един от четирите си колежа.